# Casa de Sverre

Casa de Sverre a fost o casa roială care a condus, în diferite perioade ale istoriei, Regatul Norvegiei și Regatul Scoției. Casa a fost fondată de regele Sverre Siggurdsson. Regii care au urcat pe tronul Norvegiei au domnit în perioadele 1184 - 1204 și 1217 - 1319. Conducătorii acestei case au pretins descendență din Dinastia Fairhair, o cerere contestată de mulți istorici moderni.
Casa a fost fondată odată cu regele Sverre Siggurdsson care a pretins că este fiul nelegitim al regelui Sigurd Munn. După moartea lui Sverre, descendenții săi aveau să extindă influența, bogăția și puterea dinastiei. Sub conducerea nepotului său, Haakon al IV-lea al Norvegiei, Norvegia medievală a atins apogeul.
Casa a înlocuit Dinastia Gille și a fost înlocuită din nou de Casa de Bjelbo, care a moștenit tronul Norvegiei. Ei au fost ultimia familie domnitoare care au pretins coborârea parentală din Harald Fairhair.

## Regii din casa de Sverre

### Sverre al Norvegiei

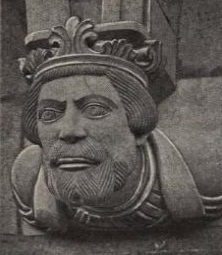

Când Sverre a venit în Norvegia a găsit perspectivele pentru o revolta de succes a fi o posibilitate mică. Înnebunit de durere, el a călătorit spre est și a venit la Östergötland din Suedia chiar înainte de Crăciun. Acolo s-a întâlnit cu conducătorul local, Birger Brosa, care era căsătorit cu sora lui Sigurd Munn, Brigit Haraldsdotter. Sverre i-a dezvăluit lui Birger Brosa pretenția sa la tron, dar Birger la început nu a fost de acord să-l ajute. El a fost sprijinit de un alt grup, Birkebeiners. Acest grup a crescut în 1174, sub conducerea lui Øystein Møyla, care a pretins a fi fiul regelui Eystein Haraldsson. În 1177, grupul Birkebeiners au întâlnit o înfrângere zdrobitoare în Bătălia de la Re și Eystein a căzut în luptă. Sverre s-a întâlnit cu restul  în Värmland. După unele îndoieli inițiale, Sverre era determinat să devină următorul lider al Birkebeinersilor.

### Haakon al III-lea al Norvegiei
Haakon este menționat pentru prima dată ca unul dintre liderii armatelor tatălui său, într-o luptă împotriva grupului Bagler, în Osli în 1197. Pe patul de moarte, tatăl său a declarat că el a avut alt fiu care supraviețuia în afară de Haakon. El i-a scris o scrisoare lui Haakon sfătuindu-l să soluționeze disputa de lungă durată cu biserica. Când vestea morții lui Sverre a ajuns la Haakon, acesta a fost desemnat sef în breasla Birkebeiner. În aceași primăvară a fost numit rege în Nidaros.
Haakon pare să fi avut o relație problematică cu regina tatălui său, Margareta Eriksdotter. După moartea lui Sverre, Margareta a încercat să se întoarcă în Suedia cu fiica sa, Kristina. Oamenii lui Haakon au separat-o pe fiica ei, deoarece el dorea să o țină la curtea sa. Ulterior, Margareta s-a împăcat aparent cu Haakon și s-a dus la curtea sa. În timpul Crăciunului din 1203, Haakon s-a îmbolnăvit și a murit pe 1 ianuarie 1204. Moartea sa a fost suspectat de otrăvire iar mama sa vitregă, Margareta, a fost suspectă de crimă. În cele din urmă ea l-a trimis pe unul din oamenii săi să participe la un proces în numele ei pentru a-și dovedi nevinovăția, însă omul a fost ars. Acest lucru a fost o dovadă a vinovăției ei și a fost nevoită să fugă înapoi în Suedia.

### Guttorm al Norvegiei
A doua zi după moartea lui Haakon, Birkebeiner l-au desemnat Guttorm ca rege, la o reuniune la Hird, consultându-l pe episcopul Martin din Bergen. Nepotul lui Sverre, Haakon cel Nebun a fost numit simultan rege și lider al armatei. Un alt nepot al lui Sverre, Peter Støyper, împreună cu Einar Kongsmåg, soțul fiicei lui Sverre, Cecilia, au fost numiți în calitate de gardieni ai lui Guttorm.
Numirea războinicului și avidului de putere Haakon cel Nebun în poziții cheie, a contribuit la conflicte în cadrul grupului Birkebeiner și a înrăutățit relațiile lor cu grupul Bagler. Atitudinea lui Haakon i-a dus pe Bagleri să creadă că nu mai erau șanse de pace cu Birkebeinerii. Prin urmare, Baglerii au călătorit în Danemarca și unindu-se cu Erling Stonewall, un pretins fiu al fostului rege Magnus Erlingsson, au încercat să-l proclame rege în 1203. Revolta lor a fost susținută în mod activ de către Valdemar al II-lea al Danemarcei, care a căutat să-și recâștige suzeranuitatea daneză veche din Viken, în Norvegia. 

### Haakon al IV-lea al Norvegiei

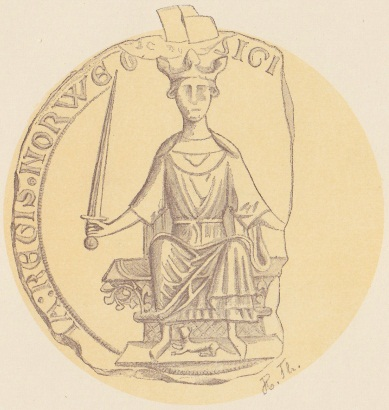

După moartea regelui Inge al II-lea al Norvegiei din 1217, a izbucnit o dispută a succesorilor. În plus față de Haakon care câștigase sprijinul majorității membrilor din grupul birkebeiners, inclusiv pe veteranii care au servit sub tatăl și bunicul său, candidații l-au inclus și pe fiul nelegitim al lui Inge, Guttorm și fratele vitreg al lui Inge, Contele Skule Bårdsson, care a fost numit liderul împăratului din Hird, pe patul de moarte al lui Inge și a fost susținut de Arhiepiscopul de Nidaros, precum și de o parte din birkebeinersi, și de fiul lui Haakon cel Nebun, Knut Haakonsson. Cu sprijinul larg popular din Trøndelag și în vestul Norvegiei, Haakon a fost proclamat rege la Øyrating în iunie 1217. Mai târziu în același an, el a fost recunoscut ca rege la Gulating în Nergen și la Haugating. În timp ce susținătorii lui Skule se îndoiau cu privire la strămoșii regali ai lui Haakon, au renunțat în cele din urmă la rezistența deschisă asupra cadidaturii sale. Pentru ca disputa ar fi putut duce la împărțirea grupului birkebeiners, au stabilit ca Skule să devina regentul lui Haakon în timpul minorității sale.
Mama lui Haakon, Inga, a fost nevoită să demonstreze paternitatea fiului ei într-un proces în Bergen, în 1218. Rezultatul a consolidat temeiul juridic pentru regalitatea sa și a îmbunătățit relația sa cu Biserica. Legendele spun că Haakon fusese deja acceptat ca rege în 1217/1218. Skule și Haakon s-au îndepărtat unul de altul în adminitrare și Skule s-a axat în principal pe guvernarea de est a Norvegiei, după 1220, câștigând dreptul de a se pronunța în 1218 ca al treilea membru în regatul norvegian. De la 1221 - 1223, Haakon și Skule au emis separat scrisori în calitate de conducători ai Norvegiei și au menținut contacte oficiale în străinătate. În 1223 a avut loc o mare reuniune de episcopi, cleri, nobili seculari și alte figuri de rang înalt din întreaga țară, în Bergen, pentru a decide în cele din urmă dreptul la tron al lui Haakon. Alți candidați la scaunul de domnie au fost prezenți personal sau prin avocați, iar Haakon a fost în cele din urmă confirmat în unanimitate ca rege al Norvegiei de către instanța de judecată.  
În 1263, disputa cu regele scoțian peste Hebride l-a determinat pe Haakon să inteprindă o expediție în Insule. După ce a aflat că în 1262, nobilii scoțieni au percheziționat Habride și că Alexandru al III-lea planifica să cucerească insulele, Haakon a plecat într-o expediție cu flota sa de cel puțin 120 de nave, în 1263. Flota a părăsit Bergen în iulie și a ajuns la Shetland și Orkney în luna august, unde s-au alăturat cppeteniile din Hebrides și Man. Negocierile au fost inițiate de către Alexandru, urmat de comducătorul norvegian și de cei din Scoția, însă au fost prelungite intenționat de către scoțieni. Așteptând până în septembrie/octombrie pentru ca vremea să-i creeze probleme lui Haakon, a avut loc o ciocnire între forțele norvegiene și cele scoțiene în bătălia de la Largs. Deși nedecisă și cu un impact limitat, Haakon s-a retras la Orkney pentru iarnă. O delegație a regilor irlandezi l-a invitat pe Haakon pentru a-l ajuta să scape Irlanda de coloniștii englezi, ca rege al Irlandei, însă acest lucru a fost aparent respins, fiind împotriva dorințelor lui Haakon. 

### Magnus al VI-lea al Norvegiei

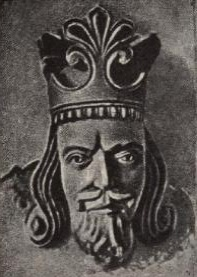

Domnia lui Magnus a adus o schimbare a politici externe mult mai agresivă ca cea a tatălui său. În 1266 a renunțat la Hebridele și Insula Man a Scoțienilor, în schimbul unei sume mari de argin și a unei plăți anuale, în conformitate cu Tratatul de la Perth, prin care scoțienii au recunoscut guvernarea norvegiană peste Insulele Shetland și Orkney. În 1269, Tratatul de la Winchester a cimentat relațiile cu regele englez Henric al III-lea al Angliei. Magnus pare să fi avut relații bune cu regele suedez Valdemar Birgersson, iar în 1260, la granița cu Suedia a fost definit în mod oficial pentru prima dată. Atunci când Valdemar a fost detronat de către cei doi frați și a plecat în Norvegia în 1275, acest lucru l-a agitat pe Magnus pentru a colecta o flotă pentru prima și singura dată în timpul domniei lui. Cu o flota mare, el s-a întâlnit cu noul rege suedez pentru a încerca să aducă o înțelegere între cei doi frați, însă fără succes, regele suedez nu a cedat presiunii și Magnus s-a retras fără să se angajeze în acțiunile ostile.
Succesiunea roială a fost o chestiune importantă, ultimele războaie civile pentru succesiune care au fost purtate timp de decenii încheiându-se în cele din urmă în 1240. În 1273, Magnus i-a dat fiului său de cinci ani, Eric, titlul de rege, iar fratelui său mai tânăr, Haakon, titlul de duce, făcând astfel foarte clar cine deținea succesiunea roială.

### Eric al II-lea al Norvegiei

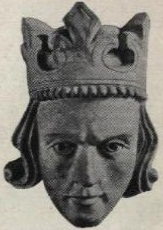

În 1273, când el avea cinci ani, i s-a acordat titlul de rege, guvernând alături de tatăl său care panificase să organizeze o încoronare pentru el în vara anului 1280. Cu toate acestea, regele Magnus a murit înainte ca acest lucru să se întâmple iar Eric a devenit singurul rege și a fost încoronat în Bergen în vara anului 1280. În timpul minorității sale, regatul a fost condus de către un consiliu regal format din baroni proeminenți și de mama sa, regina văduvă Ingeborg. După ce Eric a ajuns la vârsta majoratului în 1282, acest consiliu regal încă avea influența majoră asupra domniei sale. Fratele său, Haakon, i s-a dat în 1273 titlul de Duce al Norvegiei, și din 1280 a condus o zonă mare din jurul orașului Oslo în Norvegia de est și Stavanger, în sud-vest, fiind subordonat regelui Eric. Reședința principală a regelui a fost în Bergen în Norvegia de vest.
O caracteristică importantă a domniei lui Eric a fost războiul cu Danemarca, care a fost purtat și oprit între 1287 până în 1295. O motivație majoră pentru acest război a fost cererea lui Eric a moștenirii mamei sale daneze. În 1287 el a intrat într-o alianță cu un grup de nobili danezi care fuseseră proscriși în Danemarca pentru asasinarea regelui danez Eric al V-lea. Eric însuși a condus o mare flotă norvegiană care, împreună cu haiducii danezi, a atacat Danemarca în 1289, arzând Elsinore și amenințând Copenhaga. Atacurile navale asupra Danemarcei au fost făcute din nou în 1290 și 1293, înainte ca pacea să fie făcută în 1295. 

### Haakon al V-lea al Norvegiei

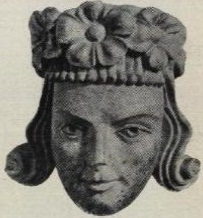

În timpul domniei lui Haakon, Oslo a preluat treptat funcția de capital al Norvegiei din Bergen, deși nu a existat nici o declarație oficială a acestui lucru la acea vreme. Haakon a înviat politica de război a fratelui său împotriva Danemarcei, dar în 1309 a încheiat totul cu o pace, acesta fiind sfârșitul perioadei de războaie danezo-norvegiene. În treburile interne a încercat să limteze puterea magnaților și a consolidat puterea regelui.
În 1319, Haakon a fost succedat de fiul fiicei sale, prințul Magnus, care era doar un copil. Fiica lui Haakon și Ingeborg a fost recunoscută ca regentă oficială a fiului ei.